# Dameserien 2015
La Dameserien 2015 è la 1ª edizione del campionato di football americano femminile di primo livello, organizzato dalla NAIF.

## Squadre partecipanti
| Club                    | Città        | Stadio | Sponsor ufficiale |
| ----------------------- | ------------ | ------ | ----------------- |
| Fredrikstad Queens      | Fredrikstad  |        |                   |
| Haugesund Hurricanes    | Haugesund    |        |                   |
| Kristiansand Gladiators | Kristiansand |        |                   |
| Vålerenga Trolls        | Oslo         |        |                   |

## Stagione regolare

### Calendario

#### 1ª giornata
| 5 settembre 2015 | Kristiansand Gladiators | 16 – 0 | Vålerenga Trolls |  |

| 5 settembre 2015 | Haugesund Hurricanes | 0 – 42 | Fredrikstad Queens |  |

#### 2ª giornata
| 26 settembre 2015 | Vålerenga Trolls | 31 – 0 | Haugesund Hurricanes |  |

#### 3ª giornata
| 17 ottobre 2015 | Fredrikstad Queens | 0 – 20 | Kristiansand Gladiators |  |

#### 4ª giornata
| 24 ottobre 2015 | Fredrikstad Queens | 0 – 27 | Vålerenga Trolls |  |

| 25 ottobre 2015 | Kristiansand Gladiators | 26 – 13 | Haugesund Hurricanes |  |

### Classifica
La classifica della stagione regolare è la seguente:
- PCT = percentuale di vittorie, G = partite giocate, V = partite vinte,  P = partite perse, PF = punti fatti, PS = punti subiti

| Pos. | Squadra                 | PCT   | G | V | N | P | PF | PS |
| ---- | ----------------------- | ----- | - | - | - | - | -- | -- |
| 1    | Kristiansand Gladiators | 1.000 | 3 | 3 | 0 | 0 | 62 | 13 |
| 2    | Vålerenga Trolls        | .667  | 3 | 2 | 0 | 1 | 58 | 16 |
| 3    | Fredrikstad Queens      | .333  | 3 | 1 | 0 | 2 | 42 | 47 |
| 4    | Haugesund Hurricanes    | .000  | 3 | 0 | 0 | 3 | 13 | 99 |

## I NM Finale
| 31 ottobre 2015 | Kristiansand Gladiators | 0 – 18 | Vålerenga Trolls |  |

## Verdetti
- Vålerenga Trolls Campionesse della Norvegia 2015